# Empirisme

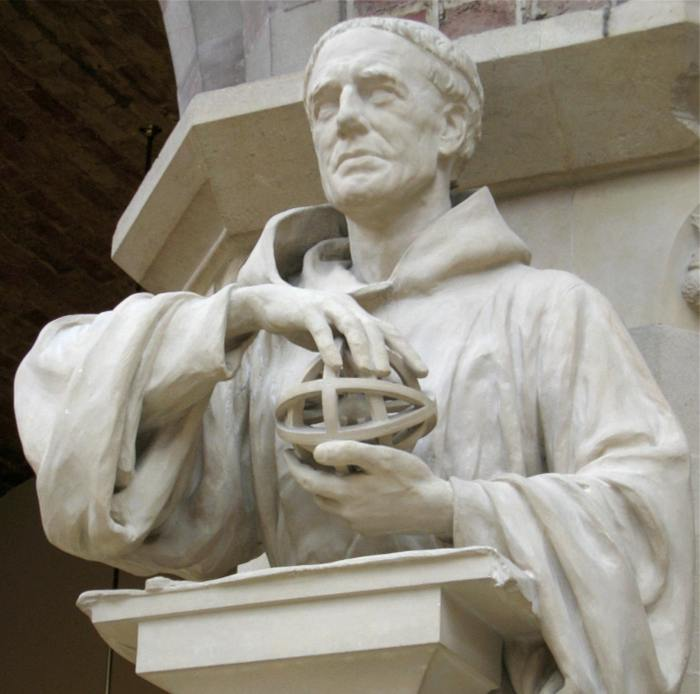
Roger Bacon, philosophe scolastique, précurseur de l’empirisme sous sa forme moderne.

Cet article concerne l'empirisme. Pour les résultats empiriques (résultats basés par des faits ou des expériences), voir méthode expérimentale.
L'empirisme désigne un ensemble de théories philosophiques qui font de l'expérience sensible l'origine de toute connaissance ou croyance et de tout plaisir esthétique. L'empirisme s'oppose en particulier à l'innéisme et plus généralement au rationalisme « nativiste » pour lesquels nous disposerions de connaissances, idées ou principes avant toute expérience. L'empirisme est à l'origine de la théorie associationniste de l'esprit en psychologie, qui explique la formation des représentations mentales par la conjonction d'idées simples.
Défendu principalement par les philosophes Francis Bacon, John Locke, Condillac, George Berkeley, David Hume et des scientifiques comme Ibn Al Haytham, l'empirisme considère que la connaissance se fonde sur l'accumulation d'observations et de faits mesurables, dont on peut extraire des lois générales par un raisonnement inductif, allant par conséquent du concret à l'abstrait.
L'empirisme a des implications non seulement en philosophie et épistémologie, mais aussi dans divers domaines d'étude : logique, psychologie, sciences cognitives, esthétique et linguistique en particulier.

## Histoire

### Antiquité

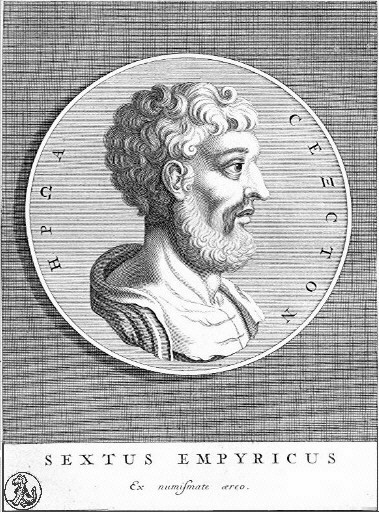
Sextus Empiricus, célèbre sceptique.

#### Médecine et scepticisme
L’empirisme représentait un courant philosophique dans l’Antiquité. Il s'est particulièrement manifesté dans la médecine empirique, qui a elle-même beaucoup influencé Sextus Empiricus. La secte des Empiriques, fondée au IIIe siècle av. J.-C. par Philinos de Cos, refusait l’idée centrale de la médecine des 'dogmatiques', selon laquelle on peut déterminer les causes cachées des maladies. S’en tenant à ce qui est apparent, les Empiriques ne reconnaissaient que trois procédures :
- L’αὐτοψία / autopsía, « observation par soi-même » ;
- L’ἱστορία / historía, « observation faite par les autres et rapportée par écrit » ;
- Le « passage au même »[3].

Il ne semble néanmoins pas que cette forme d'empirisme ait joué un rôle dans l'élaboration du mouvement né en Angleterre, si ce n’est peut-être chez Hume, par l'intermédiaire de l'influence du scepticisme. Plus d’informations peuvent être trouvées dans l'œuvre de Victor Brochard, La Méthode expérimentale chez les Anciens.

#### Épicurisme: prénotions et simulacres
La théorie des prénotions d'Épicure est proche de l'empirisme, et a été rangée sous cette étiquette par Kant. Dans l'épistémologie épicurienne, toute connaissance provient de la sensation causée par les simulacres qui sont produits par les corps extérieurs.

#### Aristote et la table rase
C'est d'Aristote que John Locke reprend la conception de l'esprit comme tabula rasa, la table rase qui reçoit les impressions comme de la cire. En effet, Aristote concevait la connaissance comme l'abstraction de formes intelligibles à partir des objets sensibles, l'abstraction consistant en l'effacement des particularités pour obtenir une définition universelle. L'âme reçoit donc les formes intelligibles passivement (bien qu'elle les contienne toutes en puissance, à l'état de possibles) : c'est l'objet naturel qui est cause directe de la connaissance ; la sensation actualise dans l'âme (l'intellect) la forme intelligible (quiddité) qui signifie dans l'objet naturel sa structure rationnelle ou substance. Jean Philopon rappelle ceci à propos de l'âme selon Aristote : « Aristote la représente par une tablette non écrite et la nomme au sens propre faculté d'apprendre. Platon, cependant, la représente par une tablette écrite et la nomme faculté de s'instruire par remémoration ».

### Moyen Âge
Pour ce qui est de la pensée médiévale, on a pu voir en Guillaume d'Ockham un précurseur de l'empirisme, parce qu'il n'admet que des entités singulières dans le monde, c'est-à-dire des faits qui sont objets de l'expérience. Ainsi, toute connaissance doit pouvoir se ramener en définitive à une expérience immédiate et singulière, « intuitive ». On peut mentionner aussi Roger Bacon, pour qui « aucun discours ne peut donner la certitude, tout repose sur l'expérience ».

### Renaissance: Francis Bacon

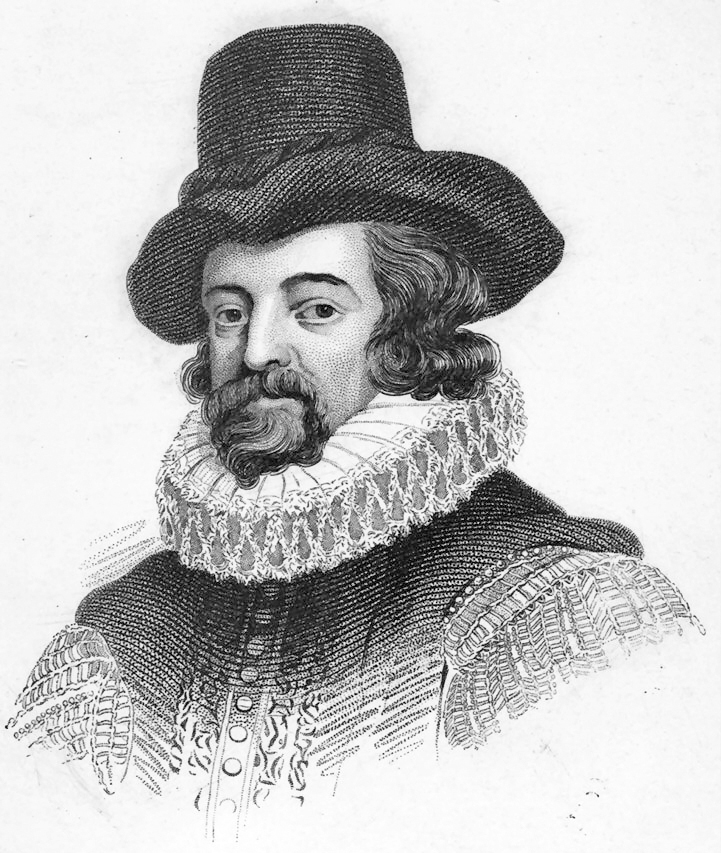
Francis Bacon, père de l'empirisme moderne.

Francis Bacon (1561-1626) est le père de l'empirisme sous sa forme moderne. Il pose le premier les fondements de la science moderne et de ses méthodes. Dans son étude des faux raisonnements, sa meilleure contribution a été dans la doctrine des idoles. D'ailleurs, il écrit dans le Novum Organum (ou « nouvelle logique » par opposition à celle d’Aristote) que la connaissance nous vient sous forme d'objets de la nature, mais que l'on impose nos propres interprétations sur ces objets.
D'après Bacon, nos théories scientifiques sont construites en fonction de la façon dont nous voyons les objets ; l'être humain est donc biaisé dans sa déclaration d'hypothèses. Pour Bacon, « la science véritable est la science des causes ». S’opposant à la logique aristotélicienne qui établit un lien entre les principes généraux et les faits particuliers, il abandonne la pensée déductive, qui procède à partir des principes admis par l’autorité des Anciens, au profit de l’« interprétation de la nature », où l’expérience enrichit réellement le savoir. En somme, Bacon préconise un raisonnement et une méthode fondés sur le raisonnement expérimental :

« L'empirique, semblable à la fourmi, se contente d'amasser et de consommer ensuite ses provisions. Le dogmatique, telle l'araignée ourdit des toiles dont la matière est extraite de sa propre substance. L'abeille garde le milieu ; elle tire la matière première des fleurs des champs, puis, par un art qui lui est propre, elle la travaille et la digère. (…) Notre plus grande ressource, celle dont nous devons tout espérer, c'est l'étroite alliance de ces deux facultés : l'expérimentale et la rationnelle, union qui n'a point encore été formée. »

## L'empirisme moderne

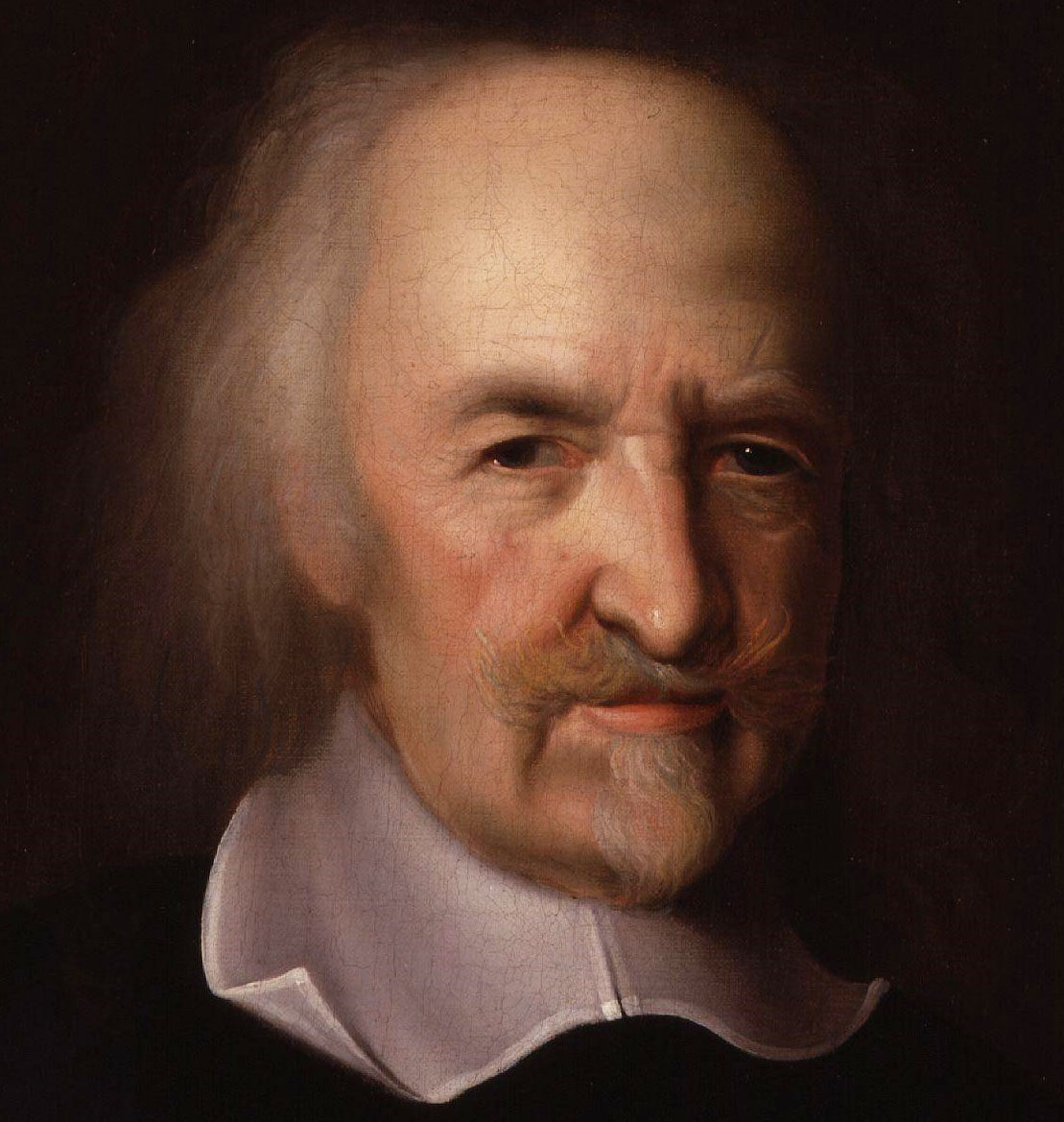
Thomas Hobbes, contradicteur du cartésianisme.

### Développements
L'empirisme moderne est un mouvement philosophique qui naît en Angleterre. Il prend racine au XVIe siècle et s'épanouit principalement aux XVIIe et XVIIIe siècles. Selon le sociologue des sciences Robert King Merton (dans Éléments de théorie et de méthode sociologique, 1965), l'empirisme aurait percé dans le champ scientifique grâce à ses liens étroits avec l'éthique protestante et puritaine. Le développement de la Royal Society de Londres, fondée en 1660 par des protestants, en est ainsi l'expression aboutie : « la combinaison de la rationalité et de l'empirisme, si évidente dans l'éthique puritaine, forme l'essence de la science moderne », explique Merton.
À l'origine, l'empirisme pouvait se concevoir comme un matérialisme (pour Francis Bacon et Thomas Hobbes), dans la mesure où il fut l'une des formes d'opposition à la scolastique, lors de la naissance de la science moderne (avec Galilée). Bien qu'empirisme et matérialisme aillent souvent de pair, il n'y a pas de lien nécessaire entre les deux (comme le montrent l'immatérialisme de Berkeley et le spiritualisme de James).
L'empirisme définissait des modes de connaissance dérivés de l'expérience et de la logique qui s'affranchissaient de la Révélation. L'empirisme accompagna ainsi la naissance de la science moderne, caractérisée par sa mathématisation et son utilisation massive de la méthode expérimentale. L'apport de Newton à la science s'inscrit dans ce contexte intellectuel empiriste. 
Ses principaux représentants sont :
- Francis Bacon (1561-1626), homme politique et philosophe anglais que l'on considère souvent comme le père de l'empirisme ;
- Thomas Hobbes (1588-1679), philosophe anglais matérialiste ;
- Robert Boyle (1627-1691), physicien et chimiste irlandais, qui s'inspira de Francis Bacon, et fut le père de la philosophie naturelle ;
- John Locke (1632-1704), philosophe anglais et fondateur du libéralisme politique ;
- George Berkeley (1685-1753), évêque et philosophe irlandais qui développa un empirisme « immatérialiste » (il n'y a pas de « matière » derrière les phénomènes qui nous apparaissent[19]) ;
- Voltaire (1694-1778), écrivain qui importa en France les idées de Locke[20] ;
- David Hume (1711-1776), philosophe écossais qui développa l'empirisme sceptique ;
- Denis Diderot (1713-1784), écrivain et encyclopédiste qui soutint un « matérialisme enchanté »[21] ;
- Étienne Bonnot de Condillac (1714-1780), philosophe français sensualiste influencé par Locke ;
- Claude-Adrien Helvétius (1715-1771), philosophe français sensualiste ;
- Adam Smith (1723-1790), économiste écossais disciple de Hume[22] ;
- Edmund Burke (1729-1797), homme politique et philosophe irlandais, théoricien de l'esthétique empiriste ;
- James Mill (1773-1836), philosophe écossais influencé par Hume ;
- John Stuart Mill (1806-1873), fils du précédent, économiste et philosophe anglais qui développa l'utilitarisme inspiré de Jeremy Bentham (1748-1832) ;
- William James (1842-1910), philosophe américain qui développa un empirisme radical qu'il nomma « pragmatisme » ;
- Moritz Schlick (1882-1936), empirisme logique (cf. Cercle de Vienne) ;
- et Rudolf Carnap (1891-1970), empirisme logique.

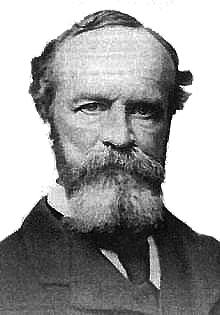
William James, inventeur du pragmatisme avec Peirce.

Les Lumières françaises et anglaises (Enlightenment, voir aussi Lumières écossaises) sont majoritairement empiristes, contrairement aux Lumières allemandes (Aufklärung), lesquelles sont moins hostiles à la religion et plus idéalistes.
L'empirisme se distingue assez nettement du positivisme, dans la mesure où ce dernier met davantage l'accent sur l'explication des phénomènes par des formulations mathématiques. Il est vrai qu'Auguste Comte (1798-1857) appuya sa philosophie en partie sur celle de Francis Bacon, mais cela n'est pas suffisant pour trouver beaucoup de points communs entre l'empirisme et le positivisme.
L'empirisme radical est une variante défendue par William James (1842-1910) et qui affirme, comme l'empirisme classique, qu'il ne faut rien ajouter à l'expérience, mais aussi, ce qui fait sa spécificité, qu'il ne faut rien lui retirer : nous avons une expérience des relations, qui sont aussi réelles que les termes de l'expérience.
Il ne faut néanmoins pas confondre l'empirisme avec le pragmatisme de Charles Sanders Peirce (ce dernier parlait d'ailleurs de « pragmaticisme ») ou Richard Rorty. L'empirisme se fonde sur l'expérience, le pragmatisme sur l'action.

#### Généralisation empirique
Le scientifique Wladimir Vernadsky (Le père de la science soviétique, de la biogéochimie, etc.) s'est basé quant à lui sur le concept de Généralisation empirique pour caractériser le vivant et "fonder" le metaconcept de biosphère.

### Controverse entre le rationalisme et l'empirisme

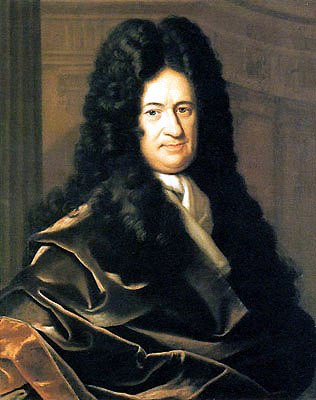
Gottfried Wilhelm Leibniz, partisan du rationalisme.

On définit souvent l'empirisme en l'opposant au rationalisme ou à l'idéalisme, mais il faut nuancer, car l'opposition n'est pas simplement entre partisans de la raison et partisans de l'expérience, puisque les empiristes ne nient pas que la raison puisse jouer un rôle dans le processus de la connaissance. Ils refusent seulement l'idée qu'il puisse y avoir des connaissances purement rationnelles ou a priori, et ils mettent l'accent sur la méthode expérimentale.
En outre, dans certains cas (pour Berkeley notamment), l'empirisme ne soutient pas la thèse de l'existence du monde extérieur indépendamment de nous, et défend au contraire l'idéalisme sur ce point (mais il ne s'agit pas d'un idéalisme transcendantal à la manière de Kant ou spéculatif à la manière de Hegel). C'est un idéalisme qui s'oppose au physicalisme.
L'empirisme est entré en controverse avec le rationalisme de :
- René Descartes (qui argumentait en faveur de l'innéisme des idées[28]) ;
- Gottfried Wilhelm Leibniz (qui défendait l'existence de vérités analytiques indépendantes de l'expérience sensible[29]) ;
- Emmanuel Kant (qui argumentait en faveur de l'idée que l'expérience serait conditionnée par des structures a priori de la subjectivité, telles l'espace, le temps et les catégories, rendant possible ce qu'il appelait des jugements synthétiques a priori[30]).

### Postérité contemporaine de l'empirisme
L'empirisme eut une importante postérité dans la philosophie analytique : l'empirisme logique (Cercle de Vienne), le réfutationnisme de Popper, l'épistémologie évolutionniste, le pragmatisme de Quine et l'esthétique analytique en découlent notamment.
L'empirisme n'a pas été sans postérité dans la philosophie continentale. Son influence se fait sentir dans la philosophie de Bergson, via sa lecture de James et des sensualistes, et dans la philosophie de Deleuze, qui a consacré un livre à Hume, créant ainsi la notion d'« empirisme transcendantal ». Pour la phénoménologie, Husserl s'inspire de Mill lors de sa période psychologiste (dans la Philosophie de l'arithmétique, 1891), et il rend hommage à Hume dans les Ideen I (1913), tout en cherchant à le réfuter (période phénoménologique).

### Relation à la religion instituée
D'un point de vue religieux, l'empirisme et l'agnosticisme qui peut en découler ont été condamnés par Pie X dans son encyclique Pascendi.

## Doctrine

### Épistémologie
Selon l'empirisme, le fondement et la première source de la connaissance se trouvent dans l'expérience. Pour certains empiristes comme George Berkeley, qui reprennent ainsi une thèse nominaliste, il n'y a que les objets singuliers et les phénomènes qui sont réels. L'empirisme en général admet toutefois l'existence de concepts, images ou synthèses d'images issues de l'expérience et de l'association des idées. L'esprit est alors conçu comme une tabula rasa sur laquelle s'impriment des impressions sensibles. La connaissance humaine dérive ainsi de l'expérience, il n'y a pas d'idées innées qui seraient présentes dans l'esprit dès la naissance, ou dans l'âme de toute éternité (cette dernière thèse est celle de Platon : c'est la connaissance comme réminiscence).

#### Thèses et problèmes
Les empiristes répondent à deux questions : 1) quelle est l'origine de la connaissance ? (que nous allons traiter ici), et 2) qu'est-ce qui valide une théorie ? (dont traitera la partie « Méthode et logique »).
Cette première question permet d'éviter de construire un système métaphysique spéculatif complexe. En effet, les empiristes (notamment John Locke dans l'Essai sur l'entendement humain) se proposent d'analyser les pouvoirs de l'entendement humain, plutôt que d'interroger la structure métaphysique du monde sans cette question préalable, indispensable selon eux. L'argument est qu'avant de chercher à connaître le monde, il faut déjà commencer par connaître notre propre instrument de connaissance du monde, l'esprit, afin d'en délimiter la capacité et de ne pas l'outrepasser. C'est ainsi que l'empirisme peut déboucher sur une éthique, une sagesse : ne pas chercher à connaître ce qui nous est inaccessible à jamais.

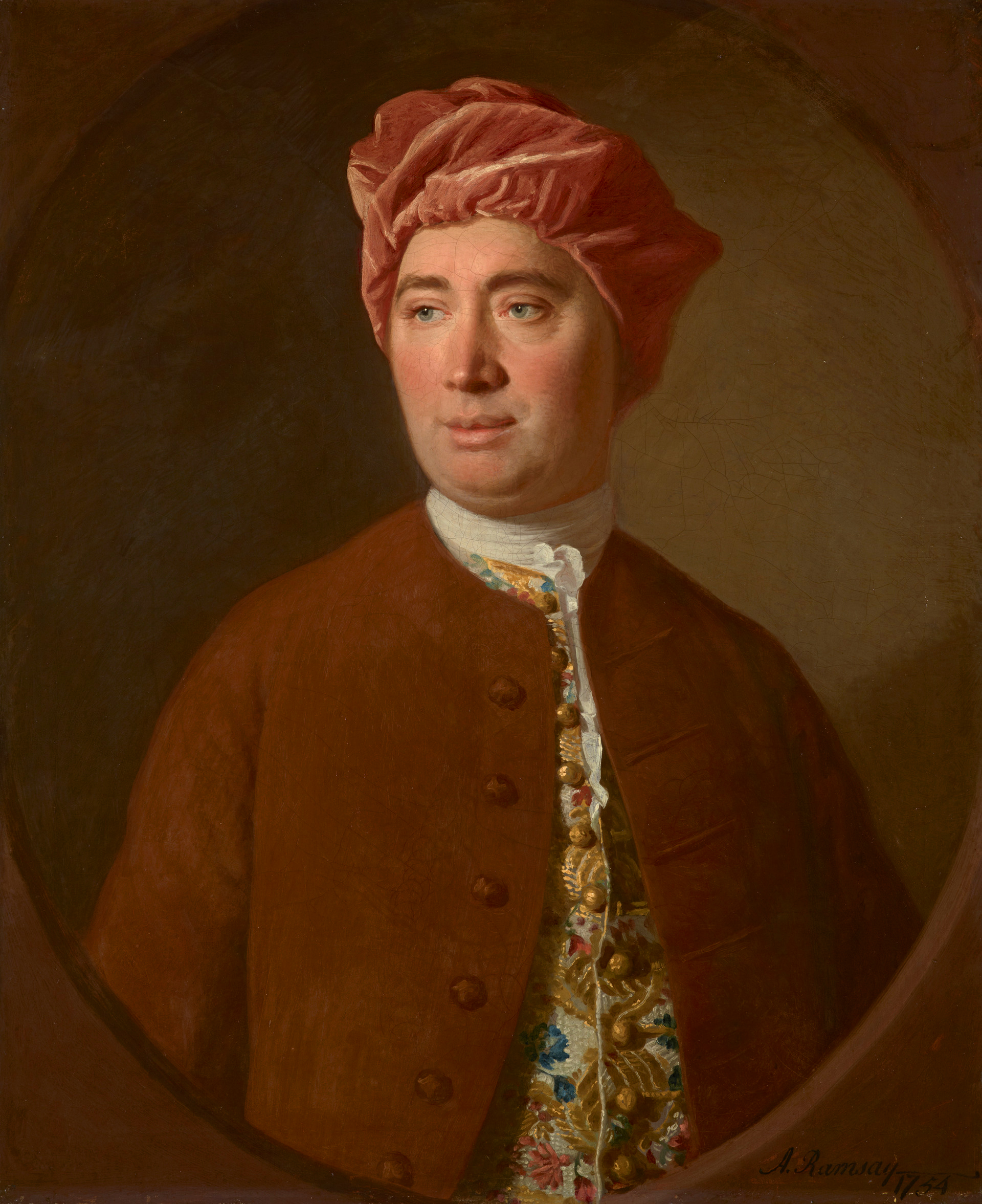
David Hume, partisan de l'expérience pure.

Hume répond à ces deux problèmes dans l'Enquête sur l'entendement humain (1748), synthétisant ainsi la position empiriste héritée de Locke et annonçant celle de Carnap.
À la question de l'origine de la connaissance, Hume répond que toutes les idées que contient l'esprit humain sont des copies de sensations originelles. L'impression immédiate est première dans le processus de connaissance, puis viennent l'imagination et le souvenir. L'imagination consiste en l'anticipation d'une perception. Néanmoins, l'esprit humain ne peut anticiper que des perceptions qu'il connaît déjà. Hume récuse l'idée d'un imaginaire radical qui précéderait la sensation, contrairement à la thèse que développera plus tard Castoriadis. Quant au souvenir, il consiste en la remémoration d'une perception passée, déjà vécue. Là encore, la sensation est première.
Hume expose deux arguments pour justifier cette conception :
- Il n'existe pas d'idée dans l'esprit humain qu'on ne puisse ramener à une sensation qui en est à l'origine ;
- Un aveugle ne peut pas concevoir les couleurs (problème de Molyneux).

À propos des idées générales, la position empiriste rejoint souvent celle du nominalisme. L'empirisme, y compris celui de Hume, considère que toute idée simple se rapporte à une sensation particulière, et que toute idée complexe peut être décomposée en idées simples se rapportant elles-mêmes à une sensation particulière. Cela signifie qu'il n'existe pas d'idée « pure », indépendante de l'expérience. Même les concepts les plus généraux et les plus abstraits sont des représentations tirées de l'expérience, ou alors ce ne sont que des fictions vides qui sont dépourvues de sens. C'est ainsi que l'on a pu désigner la philosophie empiriste comme un « psychologisme » : la thèse fondamentale du psychologisme est que toute pensée n'est qu'une représentation subjective. Il n'y aurait donc pas d'idées générales ou pures ou objectives ou indépendantes du sujet qui les pense.

#### Psychologie et histoire
La philosophie empiriste met ainsi l'accent sur la façon dont le sujet connaissant perçoit le monde et ressent les émotions, au détriment d'une spéculation sur l'essence du monde ou sur les idées innées, qui n'est pour Hume qu'un vide théorique et un jargon trompeur.
La psychologie empiriste développera notamment l'associationnisme ou théorie de l'association des idées. Hume définit le pouvoir et la liberté de l'esprit comme la faculté de composer des idées complexes avec des idées simples, s'inspirant de la théorie de Locke, l'un des premiers à développer l'associationnisme. L'esprit ne peut pas créer ou inventer des idées ex nihilo, mais il peut mélanger à sa guise celles qu'il a obtenues par l'expérience pour en former de nouvelles.
De même, l'empirisme manifeste un grand intérêt pour l'histoire, en tant que science de l'expérience proprement humaine. Hume fera lui-même œuvre d'historien : il livrera à la postérité une Histoire de l'Angleterre (The History of England, 1754-1762).

#### Méthode et logique
Sur le plan de la méthode, les empiristes développèrent un moyen original de résolution des problèmes.
Hume propose ainsi une méthode simple qui, selon lui, permettra à l'avenir de résoudre l'ensemble des épineux problèmes philosophiques. Elle consiste à « rechercher de quelle impression dérive cette idée supposée [l'idée qui pose problème] ». Cette méthode est un principe d'économie, car elle est simple et permet pourtant, d'après les empiristes, de résoudre la plupart des problèmes. Tout discours, qu'il soit scientifique ou philosophique, et quel que soit son degré de complexité, doit toujours pouvoir être ramené à un fait brut, une expérience pure, un objet singulier et immédiat de la sensation. Si ce n'est pas le cas, alors ce discours est tout simplement vide, c'est une fiction dépourvue de sens. On trouvait déjà cette idée chez Guillaume d'Ockham (dans la Somme de logique), pour qui un signe n'avait de valeur que s'il pouvait supposer pour un objet singulier dans une proposition.

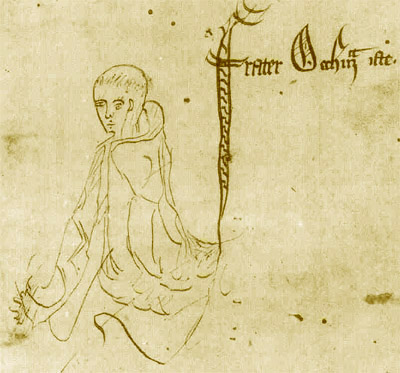
Guillaume d'Ockham, partisan du nominalisme.

Cette méthode présuppose néanmoins une distinction entre les faits et les pensées. Elle postule qu'il existe des faits purs d'un côté, et de l'autre des signes généraux utilisés par l'entendement humain pour se représenter le monde. Il existe donc deux moyens d'analyser la validité d'une pensée : premièrement, en interroger la cohérence logique (c'est l'ordre des vérités « de relation » ou analytiques), deuxièmement, en interroger le rapport à un fait brut (c'est l'ordre des vérités « de fait » ou synthétiques). Toute la question sera alors de déterminer le statut de ces vérités analytiques qui ne dépendent pas de l'expérience. Pour les empiristes les plus radicaux (ou nominalistes), les vérités analytiques sont vraies mais sont également vides, elles ne nous apprennent rien. Il n'y a que les vérités synthétiques qui nous apprennent quelque chose sur le monde.
Cette distinction entre les faits et les pensées explique en partie le développement que connaîtra l'empirisme sous sa forme logique, chez Carnap par exemple. L'empirisme logique développe la double exigence de vérifier le langage utilisé par l'analyse logique (détecter les contradictions et les tautologies) et par le renvoi éventuel à un objet singulier et immédiat de l'expérience (ou vérifiabilité par critère « vérificationniste »). Cela explique en outre le primat de la philosophie du langage, y compris chez le premier Wittgenstein (dans le Tractatus logico-philosophicus), ainsi que dans les conceptions épistémologiques partagée par le positivisme logique du Cercle de Vienne. La plupart des difficultés en philosophie auraient pour origine une confusion quant aux termes employés, qu'il faut clarifier à l'aide des outils logiques et expérimentaux.
Le débat est donc assez complexe entre tenants du « psychologisme » (il n'y a pas d'idées pures indépendantes des sensations et des émotions), de l'empirisme logique (il existe des lois formelles non psychologiques de la pensée qui organisent le discours scientifique et invalident le discours métaphysique) et du « platonisme » (il existe des objets logiques tels que les nombres qui sont indépendants de l'expérience et qui ont un sens en eux-mêmes).

#### Logique inductive
L'empirisme, par exemple celui de Hume ou de John Stuart Mill, développa ainsi une logique inductive, qui consiste en la généralisation vers une loi naturelle à partir de données particulières de l'expérience. Un tel type de raisonnement ne conduit qu'à une connaissance probable (« Que le soleil se lèvera demain est une hypothèse »), il n'y a pas de « connexion nécessaire » entre deux faits. Chez Hume par exemple, le raisonnement causal repose en fait sur l'habitude. Je crois que le soleil se lèvera demain car il en a toujours été ainsi. Or, plus j'observe l'occurrence d'un même phénomène, plus ma croyance subjective en la réitération de ce phénomène se renforce. Ainsi, si l'induction ne permet aucune certitude et ne peut fonder aucune loi universelle et nécessaire, l'observation concomitante et réitérée de deux événements conduit progressivement, via l'associationnisme (c'est-à-dire l'association des idées dans l'esprit), à la formation de l'idée de causalité.

### Esthétique

#### Théorie du sublime contre le classicisme
Le livre Recherche philosophique sur l'origine de nos idées du sublime et du beau (1757) du philosophe irlandais Burke (1729-1797) peut être considéré comme le manifeste empiriste de la philosophie esthétique. On peut y ajouter les Essais esthétiques de Hume.
L'esthétique classique, inspirée par le Banquet de Platon et trouvant une de ses expressions les plus accomplies dans l'Art poétique de Nicolas Boileau, ne concevait qu'une seule valeur esthétique, le beau, et son négatif, le laid. Le beau était conçu en termes d'harmonie, de symétrie, de proportion, de régularité, d'ordre et de mesure. L'esthétique empiriste ajoutera une seconde valeur esthétique positive, le sublime. Le sublime est une valeur caractérisée par la dysharmonie, la dissonance, la démesure, la disproportion, la dissymétrie, l'irrégularité. Là où le beau produisait le sentiment de la sérénité dans l'âme, le sublime produit la passion violente, l'alternance de peine et de satisfaction (sans pour autant susciter la terreur). Le sublime trouvera son application artistique la plus absolue dans le romantisme, qui exaltera la passion et la démesure dans l'âme humaine (le génie artistique, l'amour passionné, le moi solitaire ou encore la révolution politique).
Pour l'esthétique classique, le beau était un concept. On peut parler à ce propos d'« art intellectuel » ou d'« intellectualisme esthétique ». Par exemple, dans l'Antiquité, la musique était rangée parmi les quatre sciences du quadrivium. Elle était une science de l'harmonie et de la mesure, comme saint Augustin la décrit dans son Traité de la musique.
Au contraire, l'esthétique empiriste conçoit le beau et le sublime comme des sentiments intérieurs. Ce sont des représentations que se fait l'âme lors de l'expérience esthétique. Le beau renvoie à un sentiment de plaisir et de calme, tandis que le sublime renvoie à un sentiment de plaisir mêlé de douleur, ou à une alternance contradictoire de sentiments. Le goût n'est plus alors une notion intellectuelle, mais concerne l'impression sensible et le sentiment, définis par les empiristes comme les idées de l'esprit les plus vraies et les plus vives.

#### Le relativisme du goût

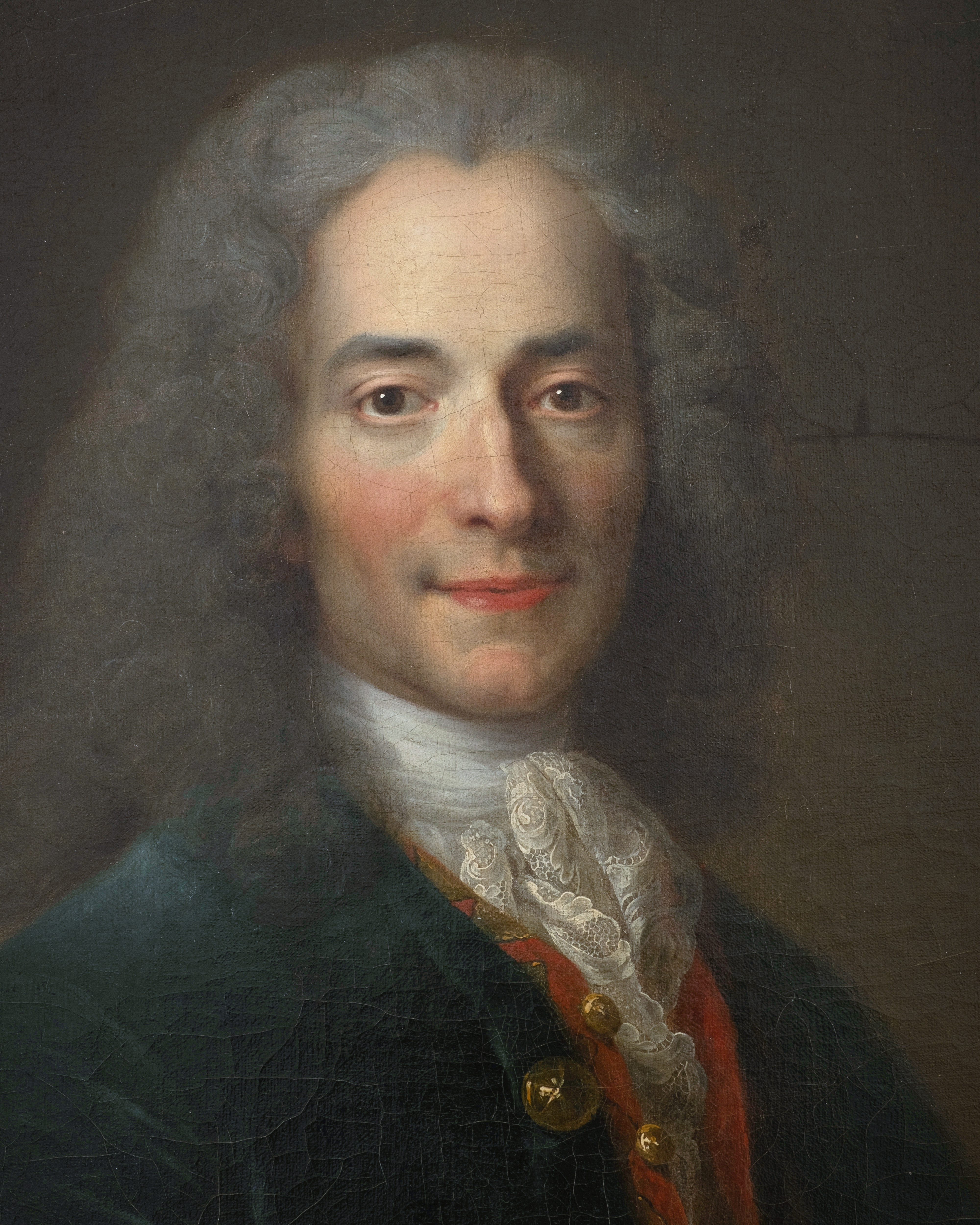
Voltaire, partisan du relativisme esthétique.

Cette conception du goût en termes de sentiments a pu mener à une conception relativiste de l'art, légitimant l'adage populaire « Des goûts et des couleurs, on ne discute pas ». Cet adage signifie qu'une chose n'est jamais belle absolument ou selon des critères objectifs (comme la symétrie ou les autres critères fondés sur les mathématiques, suivant la conception grecque de l'art et du canon), mais qu'elle est belle suivant la subjectivité toute personnelle de l'observateur. Il n'y a donc pas de débat rationnel et argumenté possible pour déterminer si une œuvre d'art est belle ou pas. En effet, une émotion ou une sensation est toujours quelque chose d'intime, qui sera différent de l'émotion qu'un autre ressent. Si le « beau » se résume à un sentiment éprouvé face à l'œuvre d'art (ou face à une chose naturelle), alors le « beau » est une notion toute subjective.
Voltaire développe ce relativisme esthétique dans son article « Beau » du Dictionnaire philosophique. Il s'en prend notamment à la conception platonicienne du Beau (en termes d'intellectualité quasi mystique). Il lui oppose une conception toute empirique et subjectiviste :

« Demandez à un crapaud ce que c’est que la beauté, le grand beau, le to kalon. Il vous répondra que c’est sa crapaude avec deux gros yeux ronds sortant de sa petite tête, une gueule large et plate, un ventre jaune, un dos brun. Interrogez un nègre de Guinée; le beau est pour lui une peau noire, huileuse, des yeux enfoncés, un nez épaté.
Interrogez le diable ; il vous dira que le beau est une paire de cornes, quatre griffes, et une queue. Consultez enfin les philosophes, ils vous répondront par du galimatias; il leur faut quelque chose de conforme à l’archétype du beau en essence, au to kalon. »

Il n'y a pas de plaisir artistique désintéressé, puisque l'on trouve beau ce qui produit en nous du plaisir, y compris l'excitation sexuelle (suivant l'exemple voltairien de l'attirance sexuelle entre le crapaud et sa femelle).
Le beau est donc un sentiment de plaisir, et non un concept intellectuel d'harmonie :

« […] pour donner à quelque chose le nom de beauté, il faut qu’elle vous cause de l’admiration et du plaisir. Il convint que cette tragédie lui avait inspiré ces deux sentiments, et que c’était là le to kalon, le beau. »

En conclusion, il est inutile de théoriser le beau comme si c'était un concept mathématique ou purement intellectuel (à l'instar du nombre ou du triangle par exemple, qui sont des entités objectives et indépendantes de l'expérience) : le beau est relatif, et le philosophe « […] s’épargna la peine de composer un long traité sur le beau ». Ce texte de Voltaire, essentiellement négatif, mène au scepticisme quant à la possibilité d'établir une norme esthétique.

#### La critique kantienne
L'esthétique empiriste sera étudiée et critiquée par Kant dans la Critique de la faculté de juger (1790). Il reconnaîtra sa dette à Burke, mais tentera de dépasser sa position en concevant le beau comme une harmonie entre l'imagination et l'entendement, et le sublime comme un passage de l'harmonie à la dysharmonie et vice-versa, concernant cette fois le libre jeu de l'imagination et de la raison (comme faculté qui aspire à l'infini, contrairement à l'entendement fini). Kant réintroduit alors le travail intellectuel dans l'expérience esthétique, contre les empiristes qui l'avaient dévalué. Cela lui permet de proposer une solution au relativisme du jugement de goût : si l'entendement entre en jeu dans le jugement esthétique, cela signifie qu'il est possible d'établir une notion universelle et désintéressée du beau (valable pour tous, indépendamment de la subjectivité particulière) : « Est beau ce qui plaît universellement sans concept ».

### Principaux ouvrages empiristes
- Novum Organum ou Nouvel Organon (1620), Francis Bacon ;
- De la nature humaine (1640), Thomas Hobbes ;
- Considérations sur l'utilité de la physique expérimentale (1663, remanié en 1671), Robert Boyle ;
- Essai sur l'entendement humain (1689), John Locke ;
- Trois dialogues entre Hylas et Philonous (1713), George Berkeley ;
- Traité de la nature humaine (1739-1740), David Hume ;
- Enquête sur l'entendement humain (1748), David Hume ;
- Lettre sur les aveugles à l’usage de ceux qui voient (1749), Denis Diderot ;
- Traité des sensations (1754), Étienne Bonnot de Condillac ;
- Recherche philosophique sur l'origine de nos idées du sublime et du beau (1757), Edmund Burke ;
- Système de logique déductive et inductive (1843), John Stuart Mill ;
- Essais d'empirisme radical (1912), William James ;
- La Construction logique du monde (1928), Rudolf Carnap.

### Monographies sur l'empirisme

#### Sur l'empirisme moderne
- Michel Malherbe, Kant ou Hume : la Raison et le Sensible, éd. Vrin, 2000 ;
- Michel Malherbe, La philosophie empiriste de David Hume, éd. Vrin, 2002 ;
- André Charrak, Empirisme et métaphysique, éd. Vrin, 2003 (sur Condillac) ;
- David Lapoujade, William James : Empirisme et pragmatisme, éd. Empêcheurs de Penser en Rond, 2007 ;
- Michel Malherbe (dir.), Philosophie écossaise et philosophie française (1750-1850), éd. Vrin, 2007.

#### Sur l'empirisme logique
- Pierre Jacob, L'empirisme logique, éd. Minuit, 1980 ;
- Christian Bonnet et Pierre Wagner (dir.), L'âge d'or de l'empirisme logique, éd. Gallimard, 2006.

#### Sur d'autres formes d'empirisme
- Empirisme transcendantal
  - Gilles Deleuze, Empirisme et subjectivité, éd. PUF, 2003 ;
  - Anne Sauvagnargues, Deleuze. L'empirisme transcendantal, éd. PUF, 2010 ;
  - Pierre Montebello, La décomposition de la pensée. Dualité et empirisme transcendantal chez Maine de Biran, éd. Jérôme Millon, 1994.
- Empirisme spéculatif
  - Didier Debaise, Un empirisme spéculatif : Lecture de Procès et Réalité de Whitehead, éd. Vrin, 2006.